# Bako Sahakian
Bako Sahakian (en arménien Բակո Սահակյան), né le 30 août 1960 à Stepanakert, est un homme d'État arménien du Haut-Karabagh. Il est président du Haut-Karabagh de 2007 à 2020.

## Biographie

### Début de carrière
Entre 1978 et 1980, il fait son service militaire obligatoire dans l'Armée rouge. Il travaille ensuite comme restaurateur de monuments historiques.
Il participe à la guerre d'indépendance de 1991-1994, qui aboutit à la création de la république auto-proclamée du Haut-Karabagh. Il s'impose dans la hiérarchie militaire, devenant le numéro deux de l'armée. Entre 1999 et 2001, il est ministre de l'Intérieur et, entre 2001 et 2007, chef de la sécurité nationale.

### Président de la République
Bako Sahakian est élu le 19 juillet 2007 et a prend ses fonctions le 7 septembre, lors d'une cérémonie d'investiture qui se tient à Stepanakert. Le nouveau président prête serment et est béni par l'archevêque Pargev au cours de la cérémonie d'investiture, à laquelle assistent le président d'Arménie Robert Kotcharian et son ministre des Affaires étrangères Vardan Oskanian, le précédent président du Haut-Karabagh Arkadi Ghukasian, et des délégations officielles venues d'Arménie, d'Abkhazie, d'Ossétie du Sud, ainsi que plusieurs personnalités de la diaspora arménienne ou étrangères, telles que la baronne britannique Caroline Cox, vice-présidente de la Chambre des lords.
Dans son discours, Bako Sahakian insiste sur sa volonté de voir le Haut-Karabagh réuni à la « Mère-Patrie », c'est-à-dire l'Arménie.
Le 19 juillet 2012, il est réélu pour un second mandat de cinq ans.
Le 19 juillet 2017, il est réélu par l'Assemblée nationale pour un troisième mandat, provisoire cette fois-ci, jusqu'en 2020.

### Arrestation
Le 3 octobre 2023, les quatre derniers anciens présidents du Haut-Karabagh dont Bako Sahakian, sont arrêtés par les services de sécurité azéris.

### Vie privée
Il est père de deux enfants.

### Note
1. ↑  À partir du 25 septembre 2017, il porte le titre officiel de président de la République d'Artsakh.
2. ↑  Pour le statut international du Haut-Karabagh, cf. l'article « Haut-Karabagh ».